# Jöran Jakob Thomæus
Jöran Jakob Thomæus, född 5 april 1786 i Ravlunda socken, Skåne, död 2 augusti 1845 i Harplinge socken, Halland, var en svensk präst och författare.
Den unge Thomæus undervisades av fadern, som var en lärd man. Han blev student vid Lunds universitet 1802 och inriktade sina studier mot teologi och modern litteratur. Thomæus prästvigdes 1809 och var därefter adjunkt i Lunds stift i nitton år. Han utnämndes 1817 till hovpredikant. Senare utnämndes han till kyrkoherde i Kristianstad och Vä 1828 och blev prost 1830. Han blev dog av ett blixtnedslag den 2 augusti 1845 nära Harplinge prästgård under en resa i Halland.
Jöran Jakob Thomæus var son till Thomas Thomæus, regementspastor och sedermera prost i Fjälkinge, och Elsa Sofia Mandorff. Han gifte sig 1830 med Hedvig Kristina Margareta Bexell, dotter till prosten och professorn Sven Peter Bexell. Thomæus var morbror till professorn och biskopen i Lund Johan Henrik Thomander och morfar till förste teologie professorn och domprosten i Lund Magnus Pfannenstill.